# Gametolizin
Gametolizin (EC 3.4.24.38, autolizin, protaza razlaganja ćelijskog zida Chlamydomonas, lizin, Chlamydomonas reinhardtii metaloproteinaza, gametni litički enzim, gametni autolizin) je enzim. Ovaj enzim katalizuje sledeću hemijsku reakciju
Razlaganje prolinom i hidroksiprolinom bogatih proteina ćelijskog zida Chlamydomonas. Takođe dolazi do razlaganja azokazeina, želatina i Leu-Trp-Met-Arg-Phe-Ala
Ovaj glikoprotein je prisutan u Chlamydomonas reinhardtii gametima.

## Spoljašnje veze
- Gametolysin на 